# Hans-Hermann Kath
Hans-Hermann Kath (* 20. Februar 1929; † 17. Januar 1990 in Hamburg) war ein deutscher Politiker (parteilos) und von 1963 bis zu seinem Tod 1990 Bürgermeister der Stadt Pinneberg.

## Leben
Kath war seit 1957 in der Verwaltung beschäftigt und zuletzt als Magistratsrat tätig, er trat am 1. März 1963 sein Amt als Bürgermeister Pinnebergs an, nachdem er einstimmig zum Nachfolger Henry Glissmanns gewählt worden war.
Kath sei der Bürgermeister gewesen, „dem in Pinneberg wohl am meisten nachgetrauert wird“, schrieb die Pinneberger Zeitung 2018 unter der Überschrift „Ein harter Hund mit einer fürsorglichen Hand“. Ihm eilte der Ruf als „Macher“ voraus, den ein „Kontrollzwang“ ausgemacht habe, er wurde als „korrekt und gradlinig“ beschrieben. Das Pinneberger Tageblatt charakterisierte ihn als „aufrecht, anpackend und handlungsstark“. Kath ließ in den 1960er Jahren beim Bau des Pinneberger Rathauses eine Sprechanlage einrichten, über die er mit allen Amtsstuben unmittelbaren Kontakt aufnehmen konnte. Berichte, dass Kath mithilfe der Anlage Telefongespräche abhörte, sind nicht belegt. Des Weiteren war Kaths Büro auf sein Geheiß mit zwei zusätzlichen Ausgängen ausgestattet worden, die es ermöglichten, den Raum zu verlassen, ohne das Vorzimmer zu durchqueren.
Seine Kritiker bezeichneten ihn aufgrund städtebaulicher Maßnahmen als „Beton-Kath“ und warfen ihm unter anderem vor, mit der zehn Millionen DM teuren Hochbrücke für eine „Bausünde“ verantwortlich gewesen zu sein. Diese war im August 1969 von Kath eingeweiht worden und im August 2013 in Hans-Hermann-Kath-Brücke umbenannt worden. Die SPD hatte die Namensänderung des Verkehrsweges beantragt, um „das Wirken“ des parteilosen ehemaligen Bürgermeisters „zum Wohle der Stadt Pinneberg“ zu würdigen. Nach Einschätzung der Pinneberger Zeitung hatte die Stadt ihr Gesicht unter Kaths Führung als Bürgermeister „entscheidend verändert“. In seiner Amtszeit wurden 1966 auch der Pinneberger S-Bahnhof, 1967 und 1968 das damalige Rathaus sowie 1973 das Hallenschwimmbad errichtet, des Weiteren die Bauvorhaben Rübekamptunnel und Verbindungsstraße umgesetzt.
Er starb während seiner Amtszeit an Herzversagen.